# 關愛基金
關愛基金（英語：Community Care Fund）是香港政府官方籌劃的一個慈善信託基金，為基層市民提供社會安全網（如綜援）不能提供的多方面支援。
香港立法會財務委員會在2011年5月13日，討論撥款50億元予關愛基金，經過立法會議員討論後，最終在27票贊成，6票反對，12票棄權的情況下，通過撥款，並於2011年下半年開始運作，督導委員會主席的工作由政務司司長率領。
香港特區行政長官曾蔭權2010至2011年度施政報告中提出，目的是希望減低香港社會上的仇富情緒，同時發揮先導作用，識別措施是否應納入常規援助中。基金起初設計為政府出資50億港元，同時向商界籌募50億港元。後來與2013至14年度財政預算案向關愛基金再注資150億元，合共200億元。香港政府向商界實際募得款項為18億元。換言之，官商出資比例不合原先設計的1比1，而演變為大約10比1。
截至2021年4月底，關愛基金結餘約147.6億元，包括存放於金管局的98.06億元及銀行存款約49.28億元，總投資回報和利息收入約57.37億元。基金於期內共推行59個援助項目，總承擔額約200億元，扣除尚未支付的承擔額後，基金目前可動用資金約70多億元。
關愛基金是根據《民政事務局局長法團條例》（第1044章）而成立的慈善信託基金，民政事務局局長法團是其信託人。實際營運由政務司司長為主席的督導委員會率領。

## 關愛基金督導委員會
行政長官已委任關愛基金督導委員會，負責督導和統籌基金的工作。督導委員會的成員包括20名來自商業、社會福利、教育、醫療、勞工、政界、地區等不同界別的非官方成員以及4名官方成員。
督導委員會由政務司司長擔任主席，督導委員會的職權範圍如下： 
1. 督導和統籌關愛基金（基金）的工作；
2. 訂定基金的策略、項目及運作安排；
3. 訂定基金的投資策略及財務安排；
4. 督導、統籌、監察基金轄下項目的確立、推行和檢討項目的成效；及
5. 就基金轄下項目納入政府常規的資助及服務範圍提出意見。

督導委員會下轄執行委員會及教育、民政、醫療、福利4個小組委員會。執行委員會會就基金的援助對象、援助項目、援助額、籌款安排和其他財政和行政事宜，以及如何處理跨界別的議題等，向督導委員會作出建議。小組委員會會就其範疇內應推行的援助項目類別和優先次序等議題進行討論，分別讓執行委員會和督導委員會作整體考慮和批准。小組委員會亦會落實推行督導委員會批准的援助項目，並監察項目的成效。

## 轄下委員會
- 執行委員會
- 小組委員會
  - 教育小組委員會
  - 民政小組委員會
  - 醫療小組委員會
  - 福利小組委員會

## 成員
- 林鄭月娥（前政務司司長）
- 陳章明（安老事務委員會主席）
- 陳振彬（觀塘區議會主席）
- 陳玉樹（嶺南大學校長）
- 張小華
- 張國柱（立法會議員（社會福利界））
- 周永新
- 方敏生（社聯行政總裁、港鐵公司獨立非執行董事）
- 何喜華（社區組織協會主任）
- 黎永開
- 林健鋒（行政會議成員、立法會議員（商界（第一））
- 林淑儀
- 劉鳴煒（華人置業集團副主席）
- 羅致光（關愛基金執行委員會主席）
- 李鳳英（前立法會議員（勞工界））
- 李國棟
- 曾蘭斯
- 胡定旭（醫院管理局主席、香港總商會主席）
- 余秀珠
- 阮邦耀

## 援助項目

### 研究中的計劃
- 加強課餘託管服務
- 為長者提供牙科服務（包括鑲假牙）資助

## 資料來源
1. ↑  .   [2020-01-15]. （原始内容存档于2019-09-02）.

## 外部連結
- 關愛基金 （页面存档备份，存于）